# Literatura stosowana

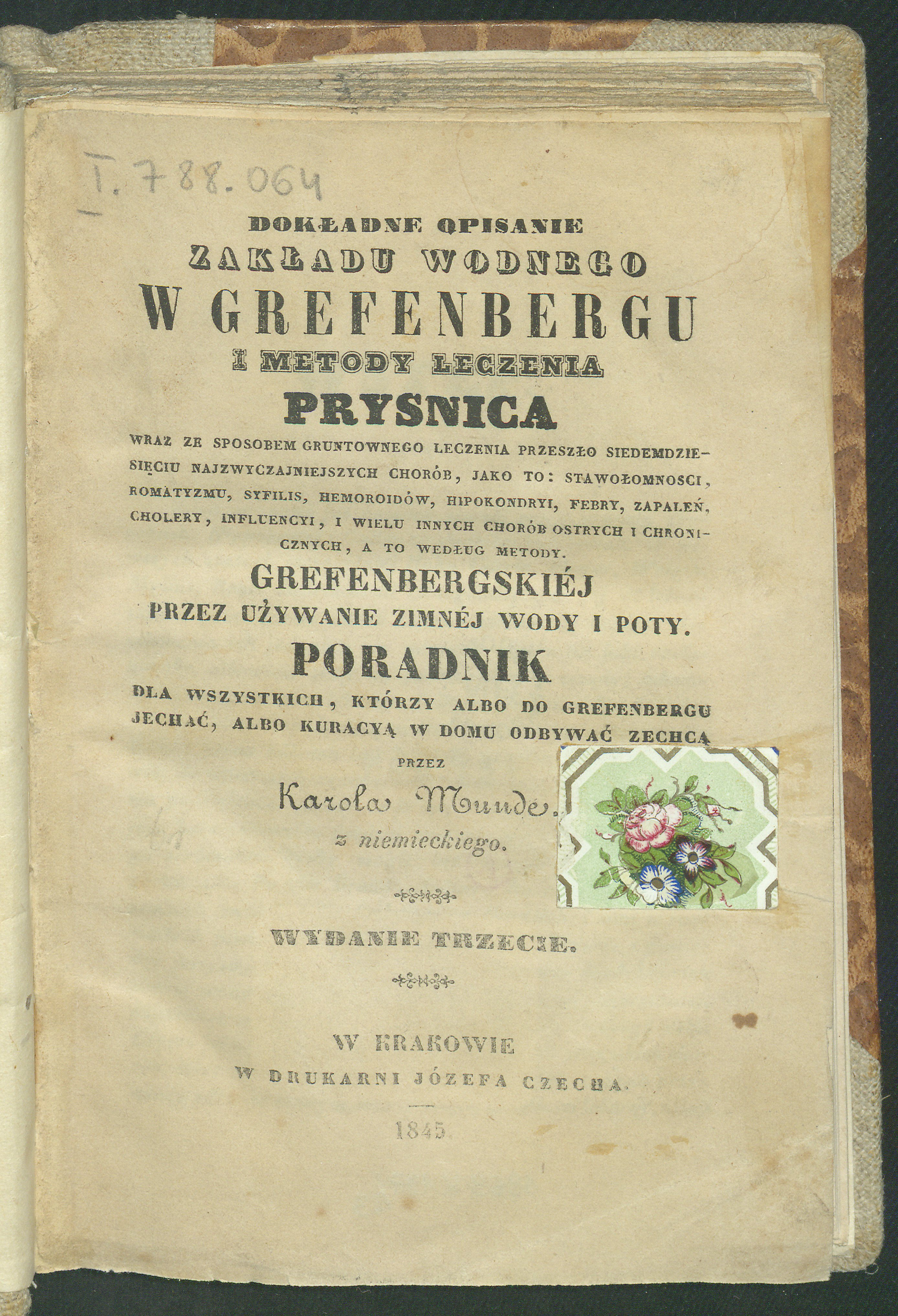
Literatura stosowana

Literatura stosowana (literatura użytkowa) – termin teoretycznoliteracki utworzony w 1932, potem upowszechniony przez Stefanię Skwarczyńską.
„Literatura stosowana” (w ujęciu Skwarczyńskiej) to teksty (pisane lub ustne) o charakterze praktycznym i użytkowym, w odróżnieniu od, tradycyjnie pojętej, „literatury pięknej”, która służy czystemu pięknu. Koncepcję tę Skwarczyńska włączyła po latach w obręb swej uniwersalnej teorii literatury, głoszącej, że „dzieło literackie to każdy sensowny twór słowny” (pisany lub ustny).
Koncepcja ta otwierała pole badań rozległego obszaru tekstów, zarówno pozbawionych wyraźnej organizacji estetycznej tworzywa, jak i wysoce kunsztownych. Skwarczyńską interesowały gatunki literatury stosowanej, rozpatrywane nowatorsko poza tradycją genologiczną wysnutą z Arystotelesa, a opisywane niejako od podstaw, jak (traktowane jako gatunek): ewangelia, kazanie, dziennik, rozmowa i bardzo wiele innych. W 1937 wydała monografię Teoria listu, obszernie przedstawiającą gatunek literatury stosowanej.
Wobec użytkowo nakierowanej literatury stosowanej odmiennym zespołem dzieł jest, tradycyjnie pojęta, literatura piękna, w której przeważa funkcja estetyczna tekstu. Literatura stosowana i literatura piękna składają się na całość literatury, jako, w ujęciu Skwarczyńskiej, wszelkich „sensownych tworów słownych”.